# Grabowiec (gromada w powiecie iłżeckim)
Grabowiec – dawna gromada, czyli najmniejsza jednostka podziału terytorialnego Polskiej Rzeczypospolitej Ludowej w latach 1954–1972.
Gromady, z gromadzkimi radami narodowymi (GRN) jako organami władzy najniższego stopnia na wsi, funkcjonowały od reformy reorganizującej administrację wiejską przeprowadzonej jesienią 1954 do momentu ich zniesienia z dniem 1 stycznia 1973, tym samym wypierając organizację gminną w latach 1954–1972.
Gromadę Grabowiec siedzibą GRN w Grabowcu utworzono – jako jedną z 8759 gromad na obszarze Polski – w powiecie iłżeckim w woj. kieleckim, na mocy uchwały nr 13k/54 WRN w Kielcach z dnia 29 września 1954. W skład jednostki weszły obszary dotychczasowych gromad Grabowiec, Rzechów (bez osiedla Michałów), Rzechów kolonia, Wólka Modrzejowa i Wólka Modrzejowa kolonia ze zniesionej gminy Rzeczniów oraz obszary dotychczasowych gromad Dubrawa i Rybiczyzna ze zniesionej gminy Błaziny w tymże powiecie; ponadto lasy państwowe nadleśnictwa Marcule (oddziały Nr Nr 135, 137, 169, 170 i 171) i lasy państwowe nadleśnictwa Klepacze (oddziały Nr Nr 203 do 210, 239 do 245, 274 do 281, 308 do 315, 335 do 342 i 361 do 366). Dla gromady ustalono 27 członków gromadzkiej rady narodowej.
29 lutego 1956 z gromady Grabowiec wyłączono oddziały Nr Nr 203–210, 239–245, 274–281, 308–315, 335–342 i 361–366 nadleśnictwa Klepacze, włączając je do gromady Lubienia w tymże powiecie.
1 stycznia 1958 do gromady Grabowiec przyłączono obręb leśny Margrabszczyzna z gajówkami Gębusia, Feliksów i Stefania z gromady Miłkowska Karczma w powiecie opatowskim w tymże województwie.
Gromada przetrwała do końca 1972 roku, czyli do kolejnej reformy gminnej.